# 2gether (chanson de Roger Sanchez)
Pour les articles homonymes, voir 2gether.
Singles par Roger Sanchez
Bang That Box!
(2010)
Singles par Far East Movement
Rocketeer
(2011) If I Was You (OMG)
(2011)
Pistes de Free Wired
White Flag
(9) 2 Is Better
(11)
2gether est une chanson du DJ américain Roger Sanchez et du groupe américain Far East Movement sortie le 20 mars 2011 sous le label Data Records. La chanson produite par Roger Sanchez, est extraite de l'album de Far East Movement : Free Wired. La chanson sample Love Shack du groupe américain The B-52's. Le single se classe dans 3 hit-parades en Belgique (Flandre), aux Pays-Bas, au Royaume-Uni.

## Formats et liste des pistes
Promo CD single
1. "2gether" (Radio Edit) - 2:33
2. "2gether" (Extended Mix) - 5:03

Téléchargement digital
1. "2gether" (Radio Edit) - 2:31

2GETHER (Remixes)
1. "2gether" (Radio Edit) - 2:35
2. "2gether" (Extended Mix) - 5:06
3. "2gether" (Pitron & Sanna Remix) - 7:26
4. "2gether" (Sidney Samson Remix) - 6:22
5. "2gether" (Antoine Clamaran Remix) - 8:03
6. "2gether" (Cyantific & Wilkinson Remix) - 4:31
7. "2gether" (Subscape Remix) - 5:14

## Crédits et personnels
- Chanteurs;– Far East Movement et Kanobby
- Réalisateur – Roger Sanchez
- Paroles;– Roger Sanchez, James Roh, Kevin Nishimura, Virman Coquia, Jae Choung, Jonathan Yip, Jeremy Reeves, Ray Romulus
- Label: Ultra Records

## Classement par pays
| Classement (2011)                                 | Meilleure position |
| ------------------------------------------------- | ------------------ |
| Belgique (Flandre Ultratip 100)                   | 6                  |
| Pays-Bas (Single Top 100)                         | 86                 |
| Royaume-Uni Singles (The Official Charts Company) | 92                 |

## Historique de sortie
| Pays        | Date         | Format                 | Label        |
| ----------- | ------------ | ---------------------- | ------------ |
| Royaume-Uni | 20 mars 2011 | Téléchargement digital | Data Records |